# Disneynature
DisneyNature (трансл. Дисней-Натюр) — французская киностудия медиаконгломерата The Walt Disney Company, основанная 21 апреля 2008 года и специализирующаяся на производстве документальных фильмов о природе. Является частью подразделения Walt Disney Studios.

## История
Ветеран Disney Жан-Франсуа Камиллери, который служил старшим вице-президентом и генеральным директором кинофильмов The Walt Disney Company Франция, является главой новой компании Disney. Штаб-квартира Disneynature находится во Франции, где Камиллери и его команда наблюдают за инициированием, развитием и приобретением высококачественных проектов.
Первый выпущенный фильм под новым лейблом, фильм «Земля», от заслуженного британского продюсера и режиссёра Аластер Фотергилл, среди работ которого основополагающий для жанра фильмов о природе телевизионный сериал «Планета Земля» созданный для телеканалов BBC, канала Discovery и The Blue Planet. Премьера фильма в кинотеатрах в США и странах Латинской Америки состоялась в День Земли, 22 апреля 2009 года.
Президент и глава The Walt Disney Company Роберт Айгер сказал:

Нас вдохновляет возможность совместить современные технологии производства документальных фильмов с наследием, оставленным нам Уолтом Диснеем. Именно он стоял у истоков жанра документальных фильмов о живой природе, когда в 1940-м году начал производство серии фильмов True Life Adventure, удостоенной премии «Оскар». Мы намерены приложить усилия всей компании для успеха Disneynature и для как можно более широкой дистрибуции этих фильмов по всему миру. Не только потому что это является продолжением традиций The Walt Disney Company, но прежде всего потому, что мы надеемся — эти фильмы помогут людям лучше понять, на какой хрупкой планете мы все сосуществуем.
— Айгер
Ричард Кук добавил:

Предназначение Disneynature состоит в том, чтобы предлагать зрителям фильмы, способные восхитить любого, неравнодушного к величию природы и чуду кинематографа. Сегодня, благодаря совершенным технологиям, кинематографисты располагают неограниченными возможностями для того, чтобы рассказывать бесконечные истории о тайнах природы. Эти истории превосходят своим разнообразием все, что человек может создать с помощью воображения, и они столь масштабны, что полностью могут быть переданы лишь на большом экране. Для Disneynature нет пределов — кроме самого горизонта.
— Кук

Самые прекрасные и захватывающие истории придумывает сама природа. Мы будем работать с самыми выдающимися кинематографистами современности для того, чтобы показать нашей аудитории всю красоту и драматизм этих историй. Помимо создания качественных развлекательных фильмов для зрителей всех возрастов, мы также хотим привлечь внимание публики к необходимости вносить посильный вклад в дело помощи нашей планете. Мы надеемся, что наша работа поможет осознать перспективы в области экологии, стоящие перед всем человечеством.
— сказал Камильери
Аластер Фотергилл добавил:

Особенно приятно осознавать, что теперь, благодаря широким возможностям компании Disney, аудитория наших фильмов — таких как «Земля», «Шимпанзе» или «Большие кошки» — значительно увеличится. Работы Диснея служили вдохновением для целых поколений режиссёров, снимающих документальные фильмы о дикой природе и это действительно потрясающее ощущение — понимать, что Disneynature опирается на такое наследие.
— Фортегилл
О новом производстве, которое будет выпущено Disneynature, объявили, что будет фильм «Тёмно-красным крылом: Тайна фламинго». Мировая премьера фильма должна была состояться в Бордо, Франция 26 октября 2008 года, и была выпущена на международном уровне в 2009 году.
22 апреля 2010 года Disneynature выпустил фильм «Океаны», кино, которое показывает океаны по-новому. Disneynature также на премьере фильма выпустили трейлер нового фильма «Африканские кошки», который позже был выпущен в США в кинопрокат.
Disneynature — официальный спонсор Epcot в 2009 году и Садового фестиваля.

## Фильмы
| Фильм                                        | Год  | Бюджет                   | Кассовые сборы | Студия(и)                                                                                | Дата выпуска                                        |
| -------------------------------------------- | ---- | ------------------------ | -------------- | ---------------------------------------------------------------------------------------- | --------------------------------------------------- |
| Земля                                        | 2007 | $43,000,000 (по оценкам) | $108,975,160   | Greenlight Media AG BBC Worldwide BBC Natural History Unit Gaumont Discovery Channel NHK | Великобритания 16 ноября 2007 США 22 апреля 2009    |
| Пурпурные крылья: Тайна фламинго             | 2008 |                          |                | Kudos Pictures                                                                           | Великобритания 25 сентября 2009 США 19 октября 2010 |
| Океаны                                       | 2009 | $30,000,000 (по оценкам) | $82,651,439    | France 3 Cinema France 2 Cinema GAGA Pathé Renn Production Participant Media Canal+      | Великобритания 6 ноября 2009 США 22 апреля 2010     |
| Орангутанги: За минуто до полуночи           | 2010 |                          |                | DisneyNature                                                                             | 2010                                                |
| Обнаженная красота: Любовь, питающийся землю | 2011 |                          |                | DisneyNature                                                                             | 2011                                                |
| Большие кошки                                | 2011 |                          |                | DisneyNature                                                                             | 2011                                                |
| Африканские кошки: Королевство смелости      | 2011 |                          | $21,305,069    | Forum Hungary                                                                            | Великобритания 20 апреля 2012 США 22 апреля 2011    |
| Пыльца                                       | 2011 |                          |                | Blacklight Films                                                                         | Франция 16 марта 2011                               |
| Шимпанзе                                     | 2012 |                          | $12,247,403    | Jane Goodall Institute Blacklight Films                                                  | США 20 апреля 2012                                  |
| Медведи                                      | 2014 |                          | $21,316,745    | DisneyNature                                                                             | США 5 апреля 2014                                   |